# Tetraponera nicobarensis
Tetraponera nicobarensis é uma espécie de formiga do gênero Tetraponera, pertencente à subfamília Pseudomyrmecinae.